# Guy's Hospital

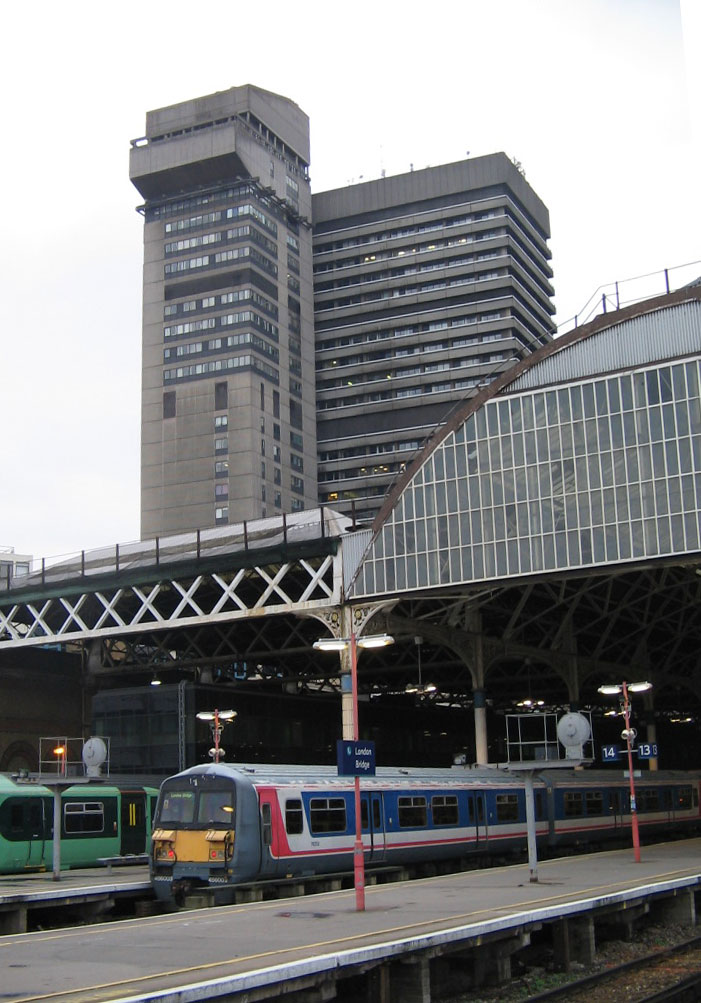
Guy’s Hospital

Guy's Hospital je nemocnice NHS v londýnském obvodě Southwark. Majitelem je Guy’s & St Thomas’ NHS Foundation Trust. V nemocnici jsou umístěny lékařská a zubařská fakulta King's College London. Komplex se skládá z 19 propojených budov. Nejvýznamnější jsou Guy’s Tower, New Guy’s House a Thomas Guy House.

## Historie
Nemocnice byla založena v roce 1721 Thomasem Guyem původně pro nevyléčitelné pacienty ze St Thomas’ Hospital. Během let se postupně rozšiřovala. Původní budova stála na St. Thomas Street. Po zásahu bomby během 2. světové války zůstala neporušena kaple z 18. století a busta zakladatele. Díky odkazu Williama Hunta ve výši 200.000 £ v roce 1829 došlo k významnému zvýšení počtu lůžek a po Huntovi bylo pojmenováno jižní křídlo. V roce 2000 ho nahradil New Hunt’s House.
34 patrová Guy’s Tower byla připojena v roce 1974 a s 143 metry je nejvyšší nemocniční stavbou na světě.
V roce 2005 bylo dětské oddělení přeloženo do Evelina Children’s Hospital.

## Významní lékaři a vědci
- Thomas Addison
- Thomas Hodgkin
- Richard Bright
- Astley Cooper
- Alexander Fleming
- Samuel S. Wilks
- Frederick Hopkins
- William Withey Gull
- James Hinton
- John Hilton
- Humphry Osmond